# غيفورد مكدونالد
غيفورد مكدونالد (بالإنجليزية: Gifford McDonald)‏ هو لاعب كرة قاعدة أمريكي، ولد في 16 أغسطس 1890 في داريلنغتون في الولايات المتحدة، وتوفي في 30 نوفمبر 1976 في نيويورك في الولايات المتحدة.